# Консолідація (право)
Консолідація (від лат. consolidatio об'єдную, зрощую) — це форма систематизації законодавства через зведення у єдиний нормативно-правовий акт декількох актів, що регулюють певну сферу суспільних відносин без зміни їх змісту. Це зовнішня обробка нормативного матеріалу — розташування його за галузями права, у хронологічному порядку або за іншими формальними ознаками. Це своєрідний вид правотворчості, особливість якого полягає в тому, що новий, укладений акт не змінює змісту правового регулювання, не вносить зміни і новели в чинне законодавство.
У процесі підготовки консолідованого акта всі норми попередніх актів розміщуються у певній логічній послідовності, розробляється загальна структура майбутнього акта. Здійснюється певне редагування, зовнішнє оброблення приписів з тим, щоб всі вони викладалися єдиним стилем, використовувалася уніфікована термінологія. Усуваються протиріччя, повторення, коректується застаріла термінологія, норми близького змісту об'єднуються в одну статтю (пункт).

## Ознаки консолідації
- Вона завжди є офіційною систематизацією, що здійснюється виключно в межах нормотворчої діяльності;
- Нові норми права внаслідок її здійснення не з'являються, втручання в тексти нормативно-правових актів можливе лише на рівні редакційної правки;
- Результатом консолідації є видання нового нормативно-правового акта;
- З моменту набуття чинності консолідованим нормативно-правовим актом втрачають чинність попередні акти, що входять до його складу.

Консолідація — це своєрідний вид правотворчості, особливість якого полягає в тому, що новий, укладений акт не змінює змісту правового регулювання, не вносить зміни і новели в чинне законодавство.
У процесі підготовки консолідованого акта всі норми попередніх актів розміщуються у певній логічній послідовності, розробляється загальна структура майбутнього акта. Здійснюється певне редагування, зовнішнє оброблення приписів з тим, щоб всі вони викладалися єдиним стилем, використовувалася уніфікована термінологія. Усуваються протиріччя, повторення, коректується застаріла термінологія, норми близького змісту об'єднуються в одну статтю (пункт).

## Передумови проведення
З часом у будь-якій розвинутій правовій системі утворюється значна кількість (інколи десятки і сотні) нормативних актів, що мають один і той же предмет регулювання. Приписи таких актів часто повторюються, а інколи містять явні суперечності. У зв'язку з цим виникає потреба ліквідації множинності нормативних актів, їх укрупнення, створення своєрідних «блоків» законодавства. Один із шляхів подолання такої множинності —консолідація законодавства.

## Консолідація у праві окремих країн
Ріст числа законів загострив проблему систематизації нормотворчості. Вона вирішується шляхом консолідації — з'єднання всіх законодавчих положень по тому самому питанню в єдиний акт. Практика консолідації нормативно-правових актів є поширеною в багатьох країнах.
Саме консолідованими, а не кодифікованими актами є, наприклад, Соціальний кодекс Німеччини, французькі Кодекс про працю, Кодекс ощадних кас, Дорожній, Сільськогосподарський, Податковий кодекси, Звід законів США, англійські консолідовані статути.
У Великій Британії, наприклад, видаються десятки такого роду актів, що об'єднують акти парламенту, прийняті з одного і того ж предмета регулювання за весь тривалий час його існування.
У кінці XIX ст. англійський парламент прийняв спеціальний закон про консолідацію статутного права.
Лише починаючи з 30-х років XIX століття англійське законодавство піддалося послідовним перетворенням у багатьох його найважливіших галузях. Протягом декількох десятиліть були видані законодавчі акти, що консолідують правові норми по найбільш значних інститутах цивільного й карного права, хоча, як уже було відзначено чіткого розмежування по галузях так і не існує.
При виданні такого роду консолідованих актів не ставилося завдання кодифікації цілих галузей права: вони вбирали в себе в упорядкованому виді, стосовно лише до окремих правових інститутів, норми, колись розсипані в численних раніше виданих законодавчих актах, а нерідко також найбільш важливі положення, сформульовані в нормах прецедентного права. У такий спосіб згодом була консолідована велика кількість актів, наприклад, закони про сімейні відносини 1857 року, про партнерство 1809 року. Про продаж товарів 1893 року й інші.
В Україні консолідація нормативно-правових актів не практикується, наслідком чого є громіздкість вітчизняного законодавчого масиву, повторюваність у ньому низки положень у різних актах.